# Batalla de Custoza (1866)
La batalla de Custoza fue un enfrentamiento bélico ocurrido el 24 de junio de 1866 entre tropas del Imperio austriaco dirigidas por el Archiduque Alberto de Habsburgo y soldados del Reino de Italia al mando de los generales Alfonso La Marmora y Enrico Cialdini, la cual terminó con una derrota de las fuerzas italianas, a pesar de su superioridad numérica.

## Contexto
En junio de 1866 el Reino de Prusia declaró la guerra a Austria en su pugna por dominar el proceso de la unificación alemana, dando inicio a la guerra austro-prusiana o "Guerra de las Siete Semanas".
Ante este panorama, el recién creado Reino de Italia (apenas establecido cinco años antes) decidió aliarse con Prusia para así dificultar la situación bélica de Austria y culminar la unificación italiana ocupando con sus tropas la región del Véneto, cuya capital era la ciudad de Venecia, zona de población mayoritariamente italiana pero que aún se hallaba bajo dominio austriaco.
Con el fin de completar rápidamente este proyecto, Italia organizó en pocos meses una fuerza militar de 120.000 hombres que, aunque insuficientemente entrenados y reclutados con demasiada urgencia, duplicaban en número a las tropas austriacas acantonadas en el Véneto (apenas 60.000 soldados). El ataque italiano empezó a mediados de junio de 1866, después de que Prusia movilizara sus tropas contra Austria.

## El avance italiano
Los italianos habían dividido sus fuerzas en dos contingentes de idéntico tamaño, uno bajo el mando personal del rey Víctor Manuel II y el otro comandado por los generales Alfonso La Marmora y Enrico Cialdini. Las fuerzas a las órdenes del rey se dirigieron hacia la región del Trentino, mientras el otro contingente, de 65.000 hombres, invadía la región del Véneto cruzando el río Mincio.
El Archiduque Alberto de Habsburgo, que mandaba a los soldados austríacos acantonados en la región, había enviado partidas de exploración (pequeñas unidades de caballería) para vigilar cuidadosamente el avance italiano y conocía la inferioridad numérica de sus tropas, ante lo cual decidió atacar a los italianos lo antes posible en vez de esperar a que siguiesen avanzando. Ante el doble ataque, las tropas austriacas se movilizaron al oeste de Verona con la intención de cortar la comunicación entre los dos contingentes italianos y aislarlos de su retaguardia, para luego atacar por sorpresa desde allí al contingente dirigido por La Marmora y Cialdini, antes de que este pudiera unirse a las tropas mandadas por Víctor Manuel II.
Por el contrario, el ejército dirigido por La Marmora y Cialdini no había enviado partidas de caballería para explorar el terreno donde se avanzaba, sino que el contingente italiano se movía en su totalidad al mismo tiempo, ignorando por completo la posible ubicación de su enemigo en un arriesgado exceso de confianza.
La maniobra austriaca envolvente fracasó, y el 24 de junio ambos bandos se sorprendieron mutuamente en sus respectivas estrategias, entablando una feroz lucha en las cercanías del poblado de Custoza, situado al oeste de la ciudad de Verona, entre la localidad de Villafranca y el Lago de Garda, punto que constituía el acceso clave para un ataque militar directo contra el Véneto. En este contexto, las fuerzas austriacas poseían una superioridad efectiva sobre los italianos gracias al mejor funcionamiento de su armamento: mientras que los soldados italianos utilizaban mayormente armas de ánima lisa, sus contrincantes empleaban rifles de ánima rayada, que daban mayor potencia y alcance al disparo, además de aumentar la estabilidad del proyectil disparado.

## La batalla
La gran mayoría de las fuerzas austriacas se habían situado estratégicamente en las colinas que dominan Custoza y sus prados al norte de la localidad, atacando desde allí a los italianos y lanzando al inicio de la lucha una carga de caballería que desmoralizó a los primeros atacantes poco después del amanecer del 24 de junio; fueron vanos los posteriores intentos de la infantería italiana de tomar esas posiciones, pese a sufrir graves bajas en una serie de ataques desorganizados.
El general La Marmora consideraba que la mayor fuerza bélica austriaca estaba aún en los prados al sur de Custoza y no en las colinas al norte de esta población, por lo cual dejó numerosos batallones italianos sin intervenir en el combate hasta cuando fue demasiado tarde. Aun cuando un cuerpo de infantería italiana logró avanzar poco después del mediodía hasta las cercanías de Custoza y abrir brecha en las defensas austriacas, los austriacos realizaron una pequeña carga de caballería que fue detenida por los infantes italianos, pero debilitó grandemente las posiciones de éstos, forzando la retirada.
Al mismo tiempo, la infantería austriaca rechazaba exitosamente otros ataques italianos, masivos pero desordenados, y pronto los soldados austriacos dominaban por completo las colinas sobre el valle, logrando una posición excelente para destruir al resto de la fuerza italiana. Los batallones italianos que habían abierto brecha quedaron aislados y debieron retirarse o rendirse. El general La Marmora no había fortificado los puentes sobre el Mincio, y la retirada se hizo urgente por temor a que el Archiduque Alberto de Habsburgo notara esta situación y avanzara hacia los puentes, lo cual causaría el cerco y aniquilamiento de los miles de soldados italianos que habían cruzado el río hacia el este. Tras un cañoneo masivo de la artillería austriaca desde las alturas de Custozza, La Marmora ordenó la retirada al ser imposible mantener a sus tropas en el valle y estar amenazadas de cerco si la infantería austriaca tomaba los puentes.
Las tropas austriacas estaban bastante agotadas tras sufrir importantes bajas (5.650 bajas entre muertos y heridos, incluyendo cerca de 1000 soldados austriacos apresados por el enemigo al inicio del día), y solo este factor impidió a Alberto de Habsburgo perseguir y capturar a las tropas italianas atrapadas en la orilla oriental del Mincio, quienes finalmente lograron atravesar el río en su retirada. El cruce del Mincio hubiera dado a los austriacos la oportunidad de invadir el territorio del Reino de Italia, pero gran parte de la caballería austriaca se había perdido durante las cargas contra los italianos, y Alberto de Habsburgo consideró temerario arriesgar a su infantería. Al final las tropas italianas sufrieron 8.147 bajas: 720 muertos y 3.112 heridos, siendo capturados por el enemigo 4.315 soldados italianos.

## Consecuencias
La batalla de Custoza fue un gran éxito para Austria, pues no sólo se había repelido la invasión de los italianos contra Venecia, sino que se habían causado graves bajas a las tropas atacantes, que se retiraron a sus antiguas posiciones con la moral muy decaída. Las fuerzas italianas no retornarían a su avance con energía hasta que se conoció el triunfo prusiano en la batalla de Sadowa del 3 de julio, lo cual exigió que Austria concentrara sus tropas en la frontera septentrional por miedo a una invasión prusiana y descuidara el frente italiano.
A pesar de que semanas después la batalla de Lissa del 20 de julio concluyó con otro triunfo austriaco sobre los italianos, esta vez en el mar, en agosto de 1866, el Imperio austríaco debió capitular ante Prusia el 22 de julio tras sufrir varias derrotas terrestres. Para evitar un nuevo ataque desde su frontera meridional, Austria se vio forzada a ceder Venecia a Francia en la Paz de Praga, quien a su vez la entregó al Reino de Italia.